# 尚屯镇
尚屯镇，是中华人民共和国河南省商丘市睢县下辖的一个乡镇级行政单位。

## 行政区划
尚屯镇下辖以下地区：
尚屯村、尚店村、牛王套村、付庄村、余楼村、和庄村、段吉屯村、吴楼村、梁庄村、常郭屯村、白庄村、回示村、老庄村、荒庄村、韩庄村、李德府村、余公村、薛楼村、祥府寨村、张庄村、马头村、周砦村、张马头村、海砦村和高庄村。